# Italian International 1995
Die Italian International 1995 im Badminton fanden Mitte Juni 1995 statt.

## Sieger und Platzierte
| Disziplin    | Gold                        | Silber                      | Bronze                            |
| ------------ | --------------------------- | --------------------------- | --------------------------------- |
| Herreneinzel | Shen Yifeng                 | Ying Liyong                 | Zhou You                          |
| Herreneinzel | Shen Yifeng                 | Ying Liyong                 | Rolf Monteiro                     |
| Dameneinzel  | Wang Yuyu                   | Adrienn Kocsis              | Mateja Slatnar                    |
| Dameneinzel  | Wang Yuyu                   | Adrienn Kocsis              | Barbara Faiazza                   |
| Herrendoppel | Tzvetozar Kolev Plamen Peev | Ying Liyong Zhou You        | Jasen Borisov Tichomir Kirov      |
| Herrendoppel | Tzvetozar Kolev Plamen Peev | Ying Liyong Zhou You        | Enrico La Rosa Shen Yifeng        |
| Damendoppel  | Andrea Dakó Adrienn Kocsis  | Darja Kranjc Mateja Slatnar | Monica Folcolini Zdenka Nevimova  |
| Damendoppel  | Andrea Dakó Adrienn Kocsis  | Darja Kranjc Mateja Slatnar | Andrea Jurčić Maria Luisa Mur     |
| Mixed        | Wang Yuyu Zhou You          | Shen Yifeng Erika Stich     | Gianmarco La Rosa Maria Luisa Mur |
| Mixed        | Wang Yuyu Zhou You          | Shen Yifeng Erika Stich     | Ying Liyong Barbara Faiazza       |

## Finalergebnisse
| Disziplin    | Sieger                      | Finalist                    | Ergebnis          |
| ------------ | --------------------------- | --------------------------- | ----------------- |
| Herreneinzel | Shen Yifeng                 | Ying Liyong                 | w.o.              |
| Dameneinzel  | Wang Yuyu                   | Adrienn Kocsis              | 11–4, 11–0        |
| Herrendoppel | Tzvetozar Kolev Plamen Peev | Ying Liyong Zhou You        | 11–15, 15–9, 15–8 |
| Damendoppel  | Andrea Dakó Adrienn Kocsis  | Darja Kranjc Mateja Slatnar | 15–7, 17–18, 15–5 |
| Mixed        | Zhou You Wang Yuyu          | Shen Yifeng Erika Stich     | 15–8, 15–10       |